# Funzione integrabile
Nel calcolo infinitesimale, una funzione integrabile o funzione sommabile rispetto ad un dato operatore integrale è una funzione il cui integrale esiste ed il suo valore è finito. I due integrali più usati sono l'integrale di Riemann e l'integrale di Lebesgue, e la definizione dipende da quale operatore integrale si utilizza. Data la maggior diffusione e generalità dell'integrale di Lebesgue rispetto agli altri, tuttavia, per funzione integrabile si intende solitamente integrabile secondo Lebesgue. Nella maggior parte dei casi i termini "integrabile" e "sommabile" sono sinonimi, ma può capitare che uno dei due sia usato per il caso più generale di funzioni il cui integrale esiste e può essere infinito.

## Integrale di Lebesgue
Dato uno spazio di misura {\displaystyle (X,{\mathcal {A}},\mu )}, una funzione semplice {\displaystyle s} è una combinazione lineare finita di funzioni indicatrici di insiemi misurabili.
{\displaystyle s:X\to \mathbb {R} ,s(x)=\sum _{k=1}^{n}a_{k}{\mathbf {1} }_{A_{k}}(x)}
si definisce l'integrale di Lebesgue come:
{\displaystyle \int _{X}s(x)d\mu :=\sum _{k=1}^{n}a_{k}\mu (A_{k})}
Una funzione {\displaystyle f:X\to \mathbb {R} } non negativa si dice integrabile secondo Lebesgue se esiste finito l'estremo superiore:
{\displaystyle \sup _{s}\int _{X}s(x)d\mu =:\int _{X}f(x)d\mu \ }
dove {\displaystyle s} è una arbitraria funzione semplice tale che {\displaystyle s\leq f}. L'insieme delle funzioni che soddisfano tale definizione è detto insieme delle funzioni integrabili su X secondo Lebesgue rispetto alla misura {\displaystyle \mu }, o anche insieme delle funzioni sommabili, ed è denotato con {\displaystyle L^{1}(\mu )}.
In generale, una qualsiasi funzione si dice integrabile se lo sono le funzioni non negative:
{\displaystyle f^{+}(x)=\left\{{\begin{matrix}f(x)&{\mbox{se}}\quad f(x)\geq 0\\0&{\mbox{altrimenti}}\end{matrix}}\right.}
{\displaystyle f^{-}(x)=\left\{{\begin{matrix}-f(x)&{\mbox{se}}\quad f(x)<0\\0&{\mbox{altrimenti}}\end{matrix}}\right.}
che sono rispettivamente la parte positiva e parte negativa di {\displaystyle f}.
Si definisce in tal caso:
{\displaystyle \int _{X}f(x)d\mu :=\int _{X}f^{+}(x)d\mu -\int _{X}f^{-}(x)d\mu }

## Integrale di Riemann
Una funzione {\displaystyle f:[a,b]\to \mathbb {R} } limitata si dice integrabile secondo Riemann se esiste finito il limite:
{\displaystyle \lim _{\delta \to 0}S(f,P,\{t_{i}\})=:\int _{a}^{b}f(x)dx}
dove {\displaystyle P=\{x_{1}...,x_{n}\}} è una arbitraria partizione dell'intervallo {\displaystyle [a,b]} con calibro minore di {\displaystyle \delta } (il calibro di una partizione è la massima ampiezza tra i sottointervalli della partizione data), {\displaystyle t_{i}\in [x_{i-1},x_{i}]} e:
{\displaystyle S(f,P,\{t_{i}\})=\sum _{i=1}^{n}f(t_{i})(x_{i}-x_{i-1})}
Il limite deve essere inteso nel seguente modo. Per ogni {\displaystyle \varepsilon >0} esiste un {\displaystyle \delta >0} tale che per ogni partizione di {\displaystyle [a,b]} con calibro minore di {\displaystyle \delta } e per ogni scelta dei relativi punti {\displaystyle t_{i}} vale:
{\displaystyle \left|\int _{a}^{b}f(x)dx-S(f,P,\{t_{i}\})\right|<\varepsilon }

## Altri operatori di integrazione
Tra gli altri tipi di operatori integrali vi sono:
- Integrale di Riemann-Stieltjes
- Integrale di Lebesgue-Stieltjes
- Integrale di Bochner
- Integrale di Darboux
- Integrale di Daniell
- Integrale di Itō
- Integrale di Henstock-Kurzweil